# Berufsbildungszentrum Šiauliai
Das Berufsbildungszentrum Šiauliai (lit. Šiaulių profesinio rengimo centras, Šiaulių PRC) war eine Berufsschule in  der viertgrößten litauischen Stadt Šiauliai. Es gab 2970 Schüler. Es werden 53 Berufsausbildungen angeboten. Jährlich gab es 800 Absolventen, davon erreichten 500 die  Hochschulreife.
Im Zentrum arbeiteten  402 Mitarbeiter (2014), davon 134 Berufsschullehrer und 92 Lehrer allgemeinbildender Fächer.

## Geschichte
1961 wurde die Filiale Šiauliai der Vilniaus prekybos mokykla, die technische Berufsschule Šiauliai  Nr. 12 (jetzt Abteilung Technologien) sowie die technische Berufsschule Šiauliai Nr. 13 (spätere Abteilung Elektronik und Verwaltung) gegründet, 1964 die technische Berufsschule Šiauliai   Nr. 29 (jetzt Sektor der Mechanik der Abteilung Bau und Mechanik), 1971 die technische Berufsschule Šiauliai  Nr. 43 (spätere Abteilung Kommunaldienstleistungen), 1987 die technische Berufsmittelschule Šiauliai  Nr. 100 (später: Sektor Bau der Abteilung Bau und Mechanik), 2000 Šiaulių statybos ir komunalinių paslaugų mokykla (spätere  Abteilung Bau und Mechanik) und 2004 das  Bildungszentrum Šiaulių profesinio rengimo centras.
2009 wurde es für das Programm der Sekundarschulbildung (der Stufe II) akkreditiert und die Gymnasialabteilung errichtet.
2022 wurde das Zentrum reorganisiert und das neue Technologiebildungszentrum Šiauliai errichtet.